# Maska przeciwgazowa MP-6

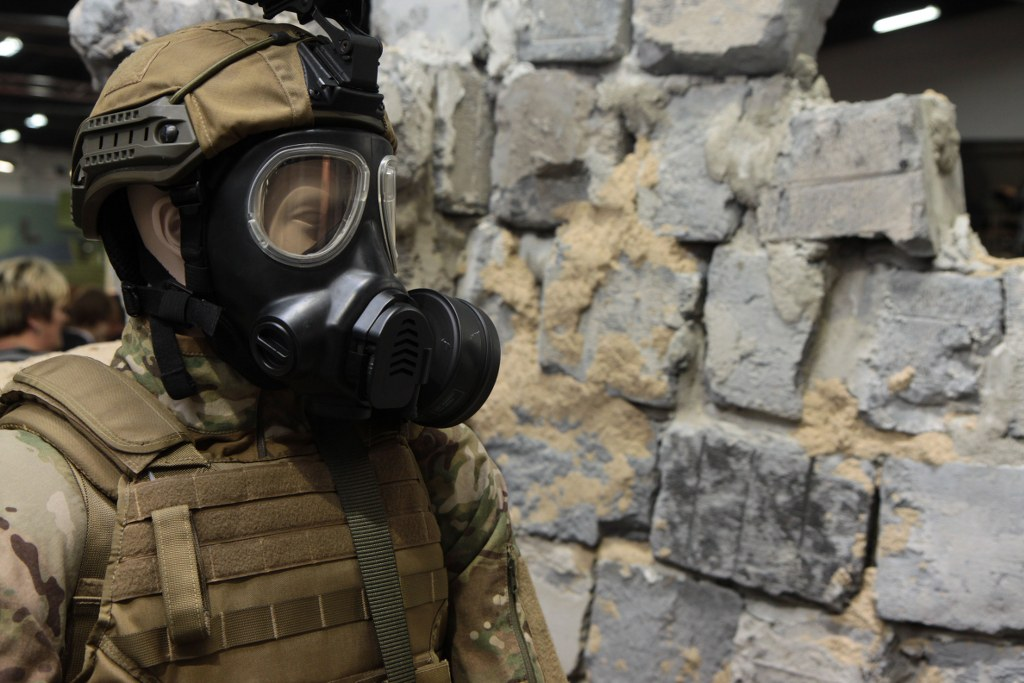
Maska MP-6 na targach MSPO 2012

Maska przeciwgazowa MP-6 – polska wojskowa maska przeciwgazowa. Następca używanych do tej pory masek MP-5.

## Charakterystyka
Maska MP-6 (kryptonim Apollo) przeznaczona jest do ochrony układu oddechowego żołnierza przed bojowymi środkami trującymi, pyłem radioaktywnym i aerozolami bakteryjnymi. Ponadto konstrukcja maski umożliwia pobieranie płynu oraz prowadzenie rozmowy podczas jej noszenia.
Filtropochłaniacz w standardzie NATO (gwint 40 mm) mocowany jest do maski z boku (po prawej, lewej stronie lub po obu stronach, zależnie od potrzeby użytkownika). Panoramiczny wizjer z maski MP-5 zastąpiły dwa mniejsze okulary. Dodatkowo okulary maski są zabezpieczone poliwęglanowymi szybkami balistycznymi.
Rurka do pobierania płynów jest standardu NATO, pozwala ona na podpięcie bidonu, manierek lub camelbaka.

## Produkcja
Producentem maski jest przedsiębiorstwo Maskpol, wchodzące w skład Polskiej Grupy Zbrojeniowej. Maskpol wcześniej produkował także maski MP-5.
Maskę zaprezentowano na MSPO 2010, na MSPO 2011 (gdzie nagrodzono ją statuetką DEFENDER) oraz MSPO 2012.
12 października 2012 roku podpisano umowę pomiędzy Inspektoratem Uzbrojenia a Maskpol-em na dostawę w latach 2012–2015 masek przeciwgazowych MP-6 w liczbie 28 400 sztuk. Koszt masek ma wynieść ok. 21,1 mln złotych.